# Giancarlo Palanti
Giancarlo Palanti (Milano, 26 ottobre 1906 – San Paolo, 30 settembre 1977) è stato un architetto italiano naturalizzato brasiliano.

Giancarlo Palanti.

È stato tra le principali figure dell'architettura razionalista milanese tra le due guerre. Si è trasferito in Brasile nel 1946 e ha dato un contributo di rilievo alla costruzione dell'architettura moderna a San Paolo. È diventato un riferimento soprattutto nel campo del design e della produzione di mobili moderni in serie, spesso con il ricorso a materiali autoctoni brasiliani e in collaborazione con Lina Bo Bardi nel cosiddetto Studio d'Arte Palma.

## Biografia e opere
È figlio del pittore Giuseppe Palanti (Milano, 1881-1946), professore alla Accademia di Brera e nipote dell'architetto Mario Palanti (fratello di Giuseppe). Si è laureato in architettura nel 1929 presso il Politecnico di Milano. A Milano ha aperto nel 1931 uno studio di architettura con Franco Albini e Renato Camus. È stato redattore della rivista Domus e di Casabella. Ha curato insieme a Franco Albini e Anna Castelli Ferrieri il numero triplo di Casabella dedicato nel 1946 a Giuseppe Pagano.
Palanti è nel gruppo dei giovani razionalisti che prendono a riferimento le figure di Giuseppe Pagano e di Edoardo Persico, e che ruotano attorno alla rivista Casabella. In un clima di vivace discussione, partecipano a molti progetti dimostrativi sulla città di Milano, o elaborati per le Triennali di Milano, o per concorsi di progettazione.
Tra questi progetti di gruppo cui Palanti partecipa, ricordiamo: la Casa in Struttura di Acciaio per la V Triennale di Milano, nel 1933, con Pagano, Albini, Camus, Mazzoleni e Minoletti; il quartiere IFCP Fabio Filzi tra viale Argonne, via Illirico e via Dalmazio Birago a Milano, tra il 1935 e il 1938, con Franco Albini e Renato Camus; e il progetto detto  «Milano Verde», con Pagano, Albini, Gardella, Minoletti, Predaval e Romano, nel 1938.
Nel 1935 collabora con Edoardo Persico e Marcello Nizzoli al progetto di concorso per il Salone d'Onore della VI Triennale a Milano, che comprende una scultura di Lucio Fontana. Dopo la morte di Persico nel gennaio 1936, Nizzoli e Palanti diventano responsabili della realizzazione dell'allestimento, che diventerà una delle opere più significative del razionalismo italiano.
Durante la guerra, collabora con il gruppo degli architetti razionalisti costituito da Franco Albini, Ludovico Belgiojoso, Piero Bottoni, Ezio Cerutti, Ignazio Gardella, Gabriele Mucchi, Enrico Peressuti, Mario Pucci, Aldo Putelli e Ernesto Nathan Rogers, alla proposta di piano per Milano detta piano AR (Architetti Riuniti), pubblicata su un numero monografico di «Casabella».
Nell'ottobre 1946 si trasferisce in Brasile con una fidanzata di origine italiana (Lilly Maggi), stabilendosi a San Paolo e naturalizzandosi brasiliano nel 1953. Si relaziona subito con un gruppo di architetti e artisti italiani rifugiati o emigrati in Brasile per ragioni diverse, legate alle leggi razziali, alle persecuzioni, alla guerra, o solo alla ricerca di lavoro. San Paolo cresceva in quegli anni in modo tumultuoso ed era una città dalla vita sociale e culturale vivacissima, tanto da diventare un vero polo di attrazione.
I primi progetti di Giancarlo Palanti in Brasile sono in parte per la famiglia della fidanzata, in parte collaborazione con altri architetti italiani. Con Daniele Calabi elabora il progetto di un orfanotrofio commissionato dalla «Liga das Senhoras Católicas» (1947-1949); con Lina Bo Bardi disegna allestimenti e mobili, in particolare attraverso lo Studio d'Arte Palma (1948-1951).
Tra il 1952 e il 1954 lavora per l'impresa di costruzioni Alfredo Mathias  e progetta e costruisce edifici di notevole rilievo urbano, destinati a diventare simboli ed icone della San Paolo di quegli anni. Tra essi in particolare il grattacielo Conde de Prates, posto in un luogo strategico della città nella valle del fiume Anhangabaú; e ne ridefinisce l'architettura a partire da un progetto disegnato da altri.
Tra il 1955 e il 1956 fonda uno studio professionale con l'architetto brasiliano Henrique Ephim Mindlin, autore di importanti opere e di un libro che ha grande eco e diffusione internazionale, L'architettura moderna in Brasile. Con Mindlin presenta nel 1957 un progetto al Concorso per la nuova capitale Brasilia, classificandosi al V posto, ed elabora e realizza nel 1959 il progetto per la Bank of London and South America a San Paolo.
Nel 1959 si sposa con Dirce Maria Torres, figlia del noto pittore e cantautore Heitor dos Prazeres, ed ha con lei sei figli, Marco, Ada Marina, Ricardo, Ricardo, Carlo e Piero.
La collaborazione professionale con Mindlin dura fino al 1966. Negli anni successivi lavora da solo, realizzando numerosi progetti a San Paolo, dove muore nel 1977.

## Progetti in Italia
- 1933 - Casa in Struttura di Acciaio, nella V Triennale di Milano, con Giuseppe Pagano, Franco Albini, Renato Camus, Giuseppe Mazzoleni e Giulio Minoletti, arredo degli interni svolti da Giancarlo Palanti e Franco Albini.
- 1934 (progetto) 1936-1937 (costruzione) - Quartiere "Fabio Filzi" dello IFACP, isolato tra le viale Argonne, via Illirico, via Birago, Milano, con Franco Albini e Renato Camus.
- 1934 - Padiglione  "Rayon nella casa", XV Fiera di Milano, con Emilio Lancia.
- 1934 - Edificio ad appartamenti realizzato su incarico di M. Ceretti,  Via Pacini, n. 23,  Milano.
- 1936 – Sala della Vittoria, allestimento realizzato nel Salone d'Onore della VI Triennale di Milano, con Edoardo Persico e Marcello Nizzoli, scultura di Lucio Fontana.
- 1936 - SAMR, Livorno.
- 1937 – Villa Tavani, Livorno.
- 1938 - Casa del Fascio, Piazza Garibaldi, Gallarate, con Giulio Minoletti, oggi Palazzo Minoletti.
- 1938 - Padiglione temporaneo della FIAT, alla Fiera Campionaria di Milano, con Franco Albini.
- 1938 - Padigione del Piombo e dello Zinco della Società Montecatini nella mostra “Autarchica del Minerale Italiano a Roma”, con Franco Albini e Giulio Minoletti.
- 1938-1940 - Villa Necchi alla Portalupa (Molino d'Isella di Gambolò) ristrutturazione su incarico di Vittorio Necchi. All'interno dipinti del padre Giuseppe Palanti.
- 1938 - 1941 Quartiere comunale “Ettore Ponti”, Milano (con Franco Albini e Renato Camus)
- 1939-1941 - Quartiere "Gabriele D'Annunzio" dello IFACP, isolato tra le vie Paravia, Zamagna, Tracia e Preneste, Milano, con Franco Albini e Renato Camus.
- 1939 – Progetto di concorso per il Palazzo dell'Acqua e della Luce per l'E 42, con Franco Albini, Giulio Minoletti, Ignazio Gardella, Giovanni Romano e scultura di Lucio Fontana.
- 1940 - Progetto per quattro città satellite nei dintorni di Milano, con Franco Albini, Piero Bottoni, Renato Camus, Ezio Cerutti, Franco Fabbri, Cesare e Maurizio Mazzocchi, Giulio Minoletti, Mario Pucci, Aldo Putelli.
- 1944-1945 - Piano AR (Architetti Riuniti), Milano, con Franco Albini, Ludovico Belgiojoso, Piero Bottoni, Ezio Cerutti, Ignazio Gardella, Gabriele Mucchi, Enrico Peressuti, Mario Pucci, Aldo Putelli e Ernesto Nathan Rogers.
- 1945 - Progetto dell'ampliamento dell'Hotel Mare e Pineta, di proprietà del Commendatore Ettore Sovera, a Milano Marittima (RA).

## Progetti in Brasile
- 1947 - Edificio per uffici per A. Maggi Gotti, Via Florêncio de Abreu, San Paolo.
- 1947-1951 - Orfanotrofio della «Liga das Senhoras Católicas», Avenida Nazareth, San Paolo, con Daniele Calabi.
- 1949-1951 - Edificio per abitazione, via Barão de Tatuí, n. 351, San Paolo.
- 1951 - Cinema Rivoli (Cine Jussara), via D. José de Barros, San Paolo, con Alfredo Mathias.
- 1952-1954 - Biblioteca Pubblica "Martinico Prado", Araras, SP, per l'impresa di costruzioni Alfredo Mathias.
- 1952 - Riforma dei progetti degli edifici  "Conde de Prates", "Chipre" e "Gibraltar", l'impresa di costruzioni Alfredo Mathias.
- 1952-4 - Cinema, Avenida Paulista incrocio con la Via Consolação, ex-Cinema Belas Artes, l'impresa di costruzioni Alfredo Mathias, con l'ing. Alfredo Mathias.
- 1957 - Allestimento del negozio KLM, San Paolo.
- 1957-1958 - Allestimenti dei negozi per la Olivetti in Brasile.
- 1957 - Progetto per il Concorso per il piano pilota di Brasilia, con Henrique Mindlin, Walmir Lima Amaral, Marc Demetre Foundoukas, Gilson Mendes Lages, Anny Sirakoff, Olga Verjovsry e André Gonçalves.
- 1959 – Sede della Bank of London, via XV de Novembro, San Paolo, con Henrique Mindlin, Walmir Lima Amaral, Marc Demetre Fondoukas, Pedro Augusto Vasquez Franco, Osmar Carvalho, Mário Ribeiro e Olga Verjovsky.
- 1969 - Progetto di riforma per il Museo di Arte Moderna sotto la pensilina disegnata da Oscar Niemeyer nel Parco del Ibirapuera, San Paolo.